# Маріано Пуерта

Маріано Пуерта (ісп. Mariano Puerta; нар. 19 вересня 1978) — аргентинський тенісист.
Найвищу одиночну позицію світового рейтингу — 9 місце досяг 15 серпня 2005, парну — 68 місце — 2 серпня 1999 року.
Здобув 3 одиночні та 3 парні титули.
Найвищим досягненням на турнірах Великого шолома був фінал в одиночному розряді.
Завершив кар'єру 2009 року.

## Фінали турнірів Великого шлему

### Одиночний розряд: 1 (1 поразка)
| Результат | Рік  | Турнір                               | Покриття | Суперник       | Рахунок                 |
| --------- | ---- | ------------------------------------ | -------- | -------------- | ----------------------- |
| Поразка   | 2005 | Відкритий чемпіонат Франції з тенісу | Ґрунт    | Рафаель Надаль | 7–6(8–6), 3–6, 1–6, 5–7 |

## Фінали турнірів ATP за кар'єру

### Одиночний розряд: 10 (3–7)
| Легенда (одиночний розряд)      |
| ------------------------------- |
| Великий Шлем (0–1)              |
| Фінали Світового туру ATP (0–0) |
| Серія Мастерс ATP (0–0)         |
| Серія ATP Інтернешнл Ґолд (0–1) |
| Світова серія ATP (3–5)         |

| Фінали за покриттям |
| ------------------- |
| Тверде (0–0)        |
| Ґрунт (3–7)         |
| Трава (0–0)         |

| Фінали за типом корту |
| --------------------- |
| Відкритий (3–7)       |
| Закритий (0–0)        |

| Результат | В-П | Дата     | Турнір                                          | Рівень                | Покриття | Суперник          | Рахунок                 |
| --------- | --- | -------- | ----------------------------------------------- | --------------------- | -------- | ----------------- | ----------------------- |
| Поразка   | 0–1 | Сер 1998 | San Marino Open, Сан-Марино                     | Світова серія         | Ґрунт    | Домінік Грбатий   | 2–6, 5–7                |
| Перемога  | 1–1 | Жов 1998 | Палермо, Італія                                 | Світова серія         | Ґрунт    | Франко Скілларі   | 6–3, 6–2                |
| Поразка   | 1–2 | Лют 2000 | Abierto Mexicano TELCEL, Мексика                | Серія Інтернешнл Ґолд | Ґрунт    | Хуан Ігнасіо Чела | 4–6, 6–7(4–7)           |
| Поразка   | 1–3 | Бер 2000 | Chile Open, Чилі                                | Світова серія         | Ґрунт    | Густаво Куертен   | 6–7(3–7), 3–6           |
| Перемога  | 2–3 | Бер 2000 | Bancolombia Open, Колумбія                      | Світова серія         | Ґрунт    | Юнес Ель-Айнауї   | 6–4, 7–6(7–5)           |
| Поразка   | 2–4 | Лип 2000 | Відкритий чемпіонат Швейцарії, Швейцарія        | Світова серія         | Ґрунт    | Алекс Корретха    | 1–6, 3–6                |
| Поразка   | 2–5 | Лип 2000 | Відкритий чемпіонат Хорватії з тенісу, Хорватія | Світова серія         | Ґрунт    | Марсело Ріос      | 6–7(1–7), 6–4, 3–6      |
| Поразка   | 2–6 | Лют 2005 | Буенос-Айрес, Аргентина                         | Серія Інтернешнл      | Ґрунт    | Гастон Гаудіо     | 4–6, 4–6                |
| Перемога  | 3–6 | Кві 2005 | Касабланка, Марокко                             | Серія Інтернешнл      | Ґрунт    | Хуан Монако       | 6–4, 6–1                |
| Поразка   | 3–7 | Чер 2005 | Відкритий чемпіонат Франції з тенісу, Франція   | Великий Шлем          | Ґрунт    | Рафаель Надаль    | 7–6(8–6), 3–6, 1–6, 5–7 |

### Парний розряд: 3 (3 перемоги)
| Легенда (парний розряд)         |
| ------------------------------- |
| Великий Шлем (0–0)              |
| Фінали Світового туру ATP (0–0) |
| Серія Мастерс ATP (0–0)         |
| Серія ATP Інтернешнл Ґолд (0–0) |
| Світова серія ATP (3–0)         |

| Фінали за покриттям |
| ------------------- |
| Тверде (0–0)        |
| Ґрунт (3–0)         |
| Трава (0–0)         |

| Фінали за типом корту |
| --------------------- |
| Відкритий (3–0)       |
| Закритий (0–0)        |

| Результат | В-П | Дата     | Турнір                                          | Рівень        | Покриття | Партнер         | Суперники                         | Рахунок                 |
| --------- | --- | -------- | ----------------------------------------------- | ------------- | -------- | --------------- | --------------------------------- | ----------------------- |
| Перемога  | 1–0 | Сер 1998 | Bancolombia Open, Колумбія                      | Світова серія | Ґрунт    | Дієго дель Ріо  | Габор Кевеш Ерік Тайно            | 6–7, 6–3, 6–2           |
| Перемога  | 2–0 | Тра 1999 | Bavarian Championships, Німеччина               | Світова серія | Ґрунт    | Даніель Оршанік | Массімо Бертоліні Крістіан Бранді | 7–6(7–3), 3–6, 7–6(7–3) |
| Перемога  | 3–0 | Сер 1999 | Відкритий чемпіонат Хорватії з тенісу, Хорватія | Світова серія | Ґрунт    | Хав'єр Санчес   | Массімо Бертоліні Крістіан Бранді | 3–6, 6–2, 6–3           |

## Фінали ATP Челленджер і ITF Ф'ючерс

### Одиночний розряд: 19 (11–8)
| Легенда               |
| --------------------- |
| ATP Челленджер (10–8) |
| ITF Ф'ючерс (1–0)     |

| Фінали за покриттям |
| ------------------- |
| Тверде (0–0)        |
| Ґрунт (11–8)        |
| Трава (0–0)         |
| Килим (0–0)         |

| Результат | В-П  | Дата     | Турнір                           | Рівень     | Покриття | Суперник              | Рахунок            |
| --------- | ---- | -------- | -------------------------------- | ---------- | -------- | --------------------- | ------------------ |
| Перемога  | 1–0  | Лип 1997 | Кіто, Еквадор                    | Челленджер | Ґрунт    | Рамон Дельгадо        | 6–1, 7–5           |
| Перемога  | 2–0  | Кві 1998 | Ніцца, Франція                   | Челленджер | Ґрунт    | Арно Ді Паскуале      | 6–7, 6–4, 6–4      |
| Поразка   | 2–1  | Кві 1998 | Ешпіню, Португалія               | Челленджер | Ґрунт    | Гільєрмо Каньяс       | 1–6, 6–2, 2–6      |
| Поразка   | 2–2  | Чер 1998 | Загреб, Хорватія                 | Челленджер | Ґрунт    | Їржі Новак (тенісист) | 5–7, 1–6           |
| Поразка   | 2–3  | Чер 2002 | Сассуоло, Італія                 | Челленджер | Ґрунт    | Давид Феррер          | 4–6, 1–6           |
| Перемога  | 3–3  | Лип 2002 | Мантуя, Італія                   | Челленджер | Ґрунт    | Потіто Стараче        | 6–3, 1–0 ret.      |
| Перемога  | 4–3  | Вер 2002 | Бриндізі, Італія                 | Челленджер | Ґрунт    | Леонардо Аццаро       | 6–3, 7–6(7–2)      |
| Перемога  | 5–3  | Тра 2003 | Екс-ан-Прованс, Франція          | Челленджер | Ґрунт    | Рафаель Надаль        | 3–6, 7–6(8–6), 6–4 |
| Поразка   | 5–4  | Лип 2003 | Простейов, Чехія                 | Челленджер | Ґрунт    | Радек Штепанек        | 5–7, 3–6           |
| Перемога  | 6–4  | Сер 2004 | Самарканд, Узбекистан            | Челленджер | Ґрунт    | Павел Шнобел          | 6–1, 6–2           |
| Перемога  | 7–4  | Вер 2004 | Тегеран, Іран                    | Челленджер | Ґрунт    | Мелле ван Ґемерден    | 6–3, 6–4           |
| Перемога  | 8–4  | Жов 2004 | Чилі F2, Сантьяго                | Ф'ючерс    | Ґрунт    | Дієго Мояно           | 6–1, 6–1           |
| Перемога  | 9–4  | Лис 2004 | Санта-Крус-де-ла-Сьєрра, Болівія | Челленджер | Ґрунт    | Франко Феррейро       | 6–7(5–7), 6–4, 6–3 |
| Поразка   | 9–5  | Лис 2004 | Богота, Колумбія                 | Челленджер | Ґрунт    | Рамон Дельгадо        | 4–6, 5–7           |
| Перемога  | 10–5 | Гру 2004 | Гвадалахара (Мексика), Мексика   | Челленджер | Ґрунт    | Ніколас Лапентті      | 6–0, 6–2           |
| Поразка   | 10–6 | Січ 2005 | Ла-Серена, Чилі                  | Челленджер | Ґрунт    | Едгардо Масса         | 4–6, 6–7(3–7)      |
| Поразка   | 10–7 | Сер 2007 | Корденонс, Італія                | Челленджер | Ґрунт    | Максімо Гонсалес      | 6–2, 5–7, 5–7      |
| Поразка   | 10–8 | Бер 2008 | Сан-Луїс-Потосі, Мексика         | Челленджер | Ґрунт    | Бріан Дабуль          | без гри            |
| Перемога  | 11–8 | Лип 2008 | Богота, Колумбія                 | Челленджер | Ґрунт    | Рікардо Хосевар       | 7–6(7–2), 7–5      |

### Парний розряд: 10 (5–5)
| Легенда              |
| -------------------- |
| ATP Челленджер (5–5) |
| ITF Ф'ючерс (0–0)    |

| Фінали за покриттям |
| ------------------- |
| Тверде (0–0)        |
| Ґрунт (5–5)         |
| Трава (0–0)         |
| Килим (0–0)         |

| Результат | В-П | Дата     | Турнір                 | Рівень     | Покриття | Партнер         | Суперники                                      | Рахунок          |
| --------- | --- | -------- | ---------------------- | ---------- | -------- | --------------- | ---------------------------------------------- | ---------------- |
| Поразка   | 0–1 | Тра 1997 | Куритиба, Бразилія     | Челленджер | Ґрунт    | Едуардо Медіка  | Гленн Вейнер Герберт Вільчніґ                  | 3–6, 4–6         |
| Перемога  | 1–1 | Лип 1997 | Калі (місто), Колумбія | Челленджер | Ґрунт    | Едуардо Медіка  | Бернардо Мартінес Марко Осоріо                 | 7–6, 7–5         |
| Перемога  | 2–1 | Сер 1997 | Женева, Швейцарія      | Челленджер | Ґрунт    | Дієго дель Ріо  | Гійом Маркс Олів'є Морель                      | 6–3, 6–4         |
| Поразка   | 2–2 | Жов 1997 | Сантьяго, Чилі         | Челленджер | Ґрунт    | Дієго дель Ріо  | Лукас Арнольд Кер Жайме Онсінс                 | 2–6, 2–6         |
| Поразка   | 2–3 | Жов 1997 | Гуаякіль, Еквадор      | Челленджер | Ґрунт    | Дієго дель Ріо  | Габор Кевеш Томас Нюдаль                       | 6–2, 3–6, 6–7    |
| Поразка   | 2–4 | Гру 1997 | Сантьяго, Чилі         | Челленджер | Ґрунт    | Дієго дель Ріо  | Себастьян Прієто Маріано Худ                   | 5–7, 1–6         |
| Поразка   | 2–5 | Кві 1998 | Ніцца, Франція         | Челленджер | Ґрунт    | Андре Са        | Девін Бовен Маріано Худ                        | 5–7, 6–3, 4–6    |
| Перемога  | 3–5 | Чер 1998 | Загреб, Хорватія       | Челленджер | Ґрунт    | Хуліан Алонсо   | Едуардо Ніколас Espin Херман Пуентес Альканьїс | 6–1, 6–4         |
| Перемога  | 4–5 | Вер 2000 | Б'єлла, Італія         | Челленджер | Ґрунт    | Мартін Гарсія   | Сімон Аспелін Фредрік Берг                     | 6–2, 4–6, 6–4    |
| Перемога  | 5–5 | Чер 2008 | Софія, Болгарія        | Челленджер | Ґрунт    | Франко Феррейро | Лазар Магдінчев Предраг Русевський             | 6–3, 1–6, [10–3] |

## Юніорські фінали турнірів Великого шолома

### Одиночний розряд: 1 (1 поразка)
| Результат | Рік  | Турнір                               | Покриття | Суперник         | Рахунок  |
| --------- | ---- | ------------------------------------ | -------- | ---------------- | -------- |
| Поразка   | 1995 | Відкритий чемпіонат Франції з тенісу | Ґрунт    | Маріано Сабалета | 2–6, 3–6 |

### Парний розряд: 1 (1 поразка)
| Результат | Рік  | Турнір               | Покриття | Партнер            | Суперники                | Рахунок  |
| --------- | ---- | -------------------- | -------- | ------------------ | ------------------------ | -------- |
| Поразка   | 1995 | Вімблдонський турнір | Трава    | Алехандро Ернандес | Мартін Лі Джеймс Тротмен | 6–7, 4–6 |

## Досягнення
| W | Ф | ПФ | ЧФ | #Р | КТ | К# | P# | DNQ | A | Z# | PO | G | S | B | NMS | NTI | P | NH |

### Одиночний розряд
| Турніри Великого шлему                 |                   |                   |                   |                   |                   |                   |                   |                  |                   |                   |                   |                   |                                |                                |                                |
| Відкритий чемпіонат Австралії з тенісу |                   | 2р                | 1р                |                   |                   | 1р                |                   |                  |                   |                   |                   |                   | 0 / 3                          | 1–3                            | 25%                            |
| Відкритий чемпіонат Франції з тенісу   | К1р               | 2р                | 3р                | 2р                | 2р                | 2р                |                   | Ф                |                   |                   |                   |                   | 0 / 6                          | 12–6                           | 80%                            |
| Вімблдонський турнір                   | 1р                |                   |                   | 1р                |                   | 1р                |                   | 2005             |                   |                   |                   |                   | 0 / 3                          | 0–3                            | 0%                             |
| Відкритий чемпіонат США з тенісу       | 1р                | 2р                | 1р                |                   |                   | 1р                |                   | 2005             |                   |                   |                   |                   | 0 / 4                          | 1–4                            | 20%                            |
| В-П                                    | 0–2               | 3–3               | 2–3               | 1–2               | 1–1               | 1–4               | 0–0               | 6–1              | 0–0               | 0–0               | 0–0               | 0–0               | 0 / 16                         | 14–16                          | 47%                            |
| Чемпіонати закінчення сезону           |                   |                   |                   |                   |                   |                   |                   |                  |                   |                   |                   |                   |                                |                                |                                |
| Фінал ATP                              | Не кваліфікувався | Не кваліфікувався | Не кваліфікувався | Не кваліфікувався | Не кваліфікувався | Не кваліфікувався | Не кваліфікувався | RR               | Не кваліфікувався | Не кваліфікувався | Не кваліфікувався | Не кваліфікувався | 0 / 0                          | 0–0                            | –                              |
| Виступи за країну                      |                   |                   |                   |                   |                   |                   |                   |                  |                   |                   |                   |                   |                                |                                |                                |
| Теніс на Олімпійських іграх            | Не проводили      | Не проводили      |                   | Не проводили      | Не проводили      | Не проводили      |                   | Не проводили     | Не проводили      | Не проводили      |                   | NH                | 0 / 0                          | 0–0                            | –                              |
| Тур ATP Мастерс 1000                   |                   |                   |                   |                   |                   |                   |                   |                  |                   |                   |                   |                   |                                |                                |                                |
| Indian Wells Open                      |                   | 1р                |                   |                   |                   |                   |                   |                  |                   |                   |                   |                   | 0 / 1                          | 0–1                            | 0%                             |
| Відкритий чемпіонат Маямі з тенісу     |                   | 1р                |                   | 1р                |                   |                   |                   |                  |                   |                   |                   |                   | 0 / 2                          | 0–2                            | 0%                             |
| Мастерс Монте-Карло                    |                   |                   | 2р                | 1р                |                   |                   |                   | 3р               |                   |                   |                   |                   | 0 / 3                          | 3–3                            | 50%                            |
| Мастерс Мадрид                         | Не проводили      | Не проводили      | Не проводили      | Не проводили      |                   |                   |                   | 3р               |                   |                   |                   |                   | 0 / 0                          | 0–0                            | –                              |
| Мастерс Рим                            |                   | 1р                | ЧФ                | 1р                |                   |                   |                   |                  |                   |                   |                   |                   | 0 / 3                          | 3–3                            | 50%                            |
| Hamburg Masters                        |                   | 3р                | 3р                | 1р                |                   |                   |                   | 2р               |                   |                   |                   | НСМ               | 0 / 3                          | 4–3                            | 50%                            |
| Мастерс Канада                         |                   |                   | 1р                |                   |                   |                   |                   | 2005             |                   |                   |                   |                   | 0 / 1                          | 0–1                            | 0%                             |
| Мастерс Цинциннаті                     |                   |                   | 2р                |                   |                   |                   |                   | 1р               |                   |                   |                   |                   | 0 / 1                          | 1–1                            | 50%                            |
| Мастерс Шанхай                         | Не проводили      | Не проводили      | Не проводили      | Не проводили      | НСМ               | Не проводили      | Не проводили      | Не серія Мастерс | Не серія Мастерс  | Не серія Мастерс  | Не серія Мастерс  |                   | 0 / 0                          | 0–0                            | –                              |
| Мастерс Париж                          |                   |                   | 1р                |                   |                   |                   |                   | 2р               |                   |                   |                   |                   | 0 / 1                          | 0–1                            | 0%                             |
| В-П                                    | 0–0               | 2–4               | 7–6               | 0–4               | 0–0               | 0–0               | 0–0               | 2–1              | 0–0               | 0–0               | 0–0               | 0–0               | 0 / 15                         | 11–15                          | 42%                            |
| Загальна статистика                    |                   |                   |                   |                   |                   |                   |                   |                  |                   |                   |                   |                   |                                |                                |                                |
| Фінали                                 | 1                 | 0                 | 5                 | 0                 | 0                 | 0                 | 0                 | 2                | 0                 | 0                 | 0                 | 0                 | Career Всього: 10              | Career Всього: 10              | Career Всього: 10              |
| Титули                                 | 1                 | 0                 | 1                 | 0                 | 0                 | 0                 | 0                 | 1                | 0                 | 0                 | 0                 | 0                 | Career Всього: 3               | Career Всього: 3               | Career Всього: 3               |
| Рік-End Ranking                        | 39                | 101               | 21                | 254               | 116               | 118               | 133               | 56               | –                 | 261               | 195               | 311               | Грошова винагорода: $1,781,372 | Грошова винагорода: $1,781,372 | Грошова винагорода: $1,781,372 |

### Парний розряд
| Турніри Великого шлему                 |              |              |              |              |     |     |     |      |       |     |     |
| Відкритий чемпіонат Австралії з тенісу |              | 1р           | 1р           |              |     | 1р  |     |      | 0 / 3 | 0–3 | 0%  |
| Відкритий чемпіонат Франції з тенісу   | 1р           | 2р           |              |              |     |     |     | 1р   | 0 / 3 | 1–3 | 25% |
| Вімблдонський турнір                   |              |              |              |              |     |     |     | 1р   | 0 / 0 | 0–0 | –   |
| Відкритий чемпіонат США з тенісу       | 1р           |              |              |              |     | 1р  |     | 1р   | 0 / 2 | 0–2 | 0%  |
| В-П                                    | 0–2          | 1–2          | 0–1          | 0–0          | 0–0 | 0–2 | 0–0 | 0–1  | 0 / 8 | 1–8 | 11% |
| Тур ATP Мастерс 1000                   |              |              |              |              |     |     |     |      |       |     |     |
| Відкритий чемпіонат Маямі з тенісу     |              | 1р           |              |              |     |     |     |      | 0 / 1 | 0–1 | 0%  |
| Мастерс Монте-Карло                    |              | 1р           |              |              |     |     |     |      | 0 / 1 | 0–1 | 0%  |
| Мастерс Мадрид                         | Не проводили | Не проводили | Не проводили | Не проводили |     |     |     | 1р   | 0 / 0 | 0–0 | –   |
| Мастерс Рим                            |              | 1р           |              |              |     |     |     |      | 0 / 1 | 0–1 | 0%  |
| Мастерс Канада                         |              |              | 2р           |              |     |     |     | 2005 | 0 / 1 | 1–1 | 50% |
| В-П                                    | 0–0          | 0–3          | 1–1          | 0–0          | 0–0 | 0–0 | 0–0 | 0–0  | 0 / 4 | 1–4 | 20% |

Результати "без гри" не належать ні до офіційних виграшів, ні до офіційних поразок.